# Титов, Михаил Иванович (государственный деятель)
Михаил Иванович Титов (1926—2019) — советский партийный, хозяйственный и государственный деятель. Председатель Ногинского исполкома городского Совета народных депутатов (1969—1974). Почётный гражданин города Ногинска.

## Биография
Родился 10 ноября 1926 года в деревне Поточино Орехово-Зуевского района Московской области. 
С 1943 года после окончания средней школы, в возрасте семнадцати лет, в период Великой Отечественной войны, был призван в ряды Рабоче-крестьянской Красной армии и направлен в город Электросталь для работы на оборонном Заводе № 12 Наркомата боеприпасов СССР (завод занимался выпуском для фронта реактивных снарядов для установок залпового огня БМ-31 и БМ-13 «Катюша»). Без отрыва от производства окончил школу фабрично-заводского ученичества, получив специализацию электромонтёра. 
С 1946 по 1950 год проходил обучение в Орехово-Зуевском текстильном техникуме, после окончания которого с отличием получил специальность техника-технолога. С 1950 по 1955 годы работал мастером, с 1955 по 1957 годы — начальником ткацкого цеха на Истомкинской прядильно-ткацкой фабрике.
С 1957 по 1959 годы был назначен инструктором, позже назначен заместителем заведующего организационным отделом  Ногинского городского комитета КПСС. С 1959 по 1965 годы был назначен заместителем председателя, позже — первым заместителем председателя исполнительного комитета Ногинского городского Совета депутатов трудящихся. С 1965 по 1969 годы был избран секретарём партийного комитета Глуховского хлопчатобумажного комбината имени В. И. Ленина. В 1967 году окончил заочное отделение Высшей партийной школы при ЦК КПСС.
С 1969 по 1974 год работал председателем исполнительного комитета Ногинского городского Совета депутатов трудящихся. 
С 1974 по 1982 год работал директором Ново-Ногинской текстильной фабрики. С 1982 по 1987 год — заместитель директора Ногинского опытного завода «Эталон». С 1987 по 1998 годы работал в городской электросети.
За большие заслуги в развитии города был удостоен звания почётного гражданина Ногинска.
Скончался 7 декабря 2019 года в Ногинске.

## Награды
- Два Ордена Знак Почёта (1971, 1973)
- Медаль «За доблестный труд в Великой Отечественной войне 1941—1945 гг.»
- Медаль «За отвагу на пожаре» (1972)
- Медаль «В ознаменование 100-летия со дня рождения Владимира Ильича Ленина»
- Медаль «В память 850-летия Москвы»

### Звание
- Почётный гражданин города Ногинска[1]